# 常神岬

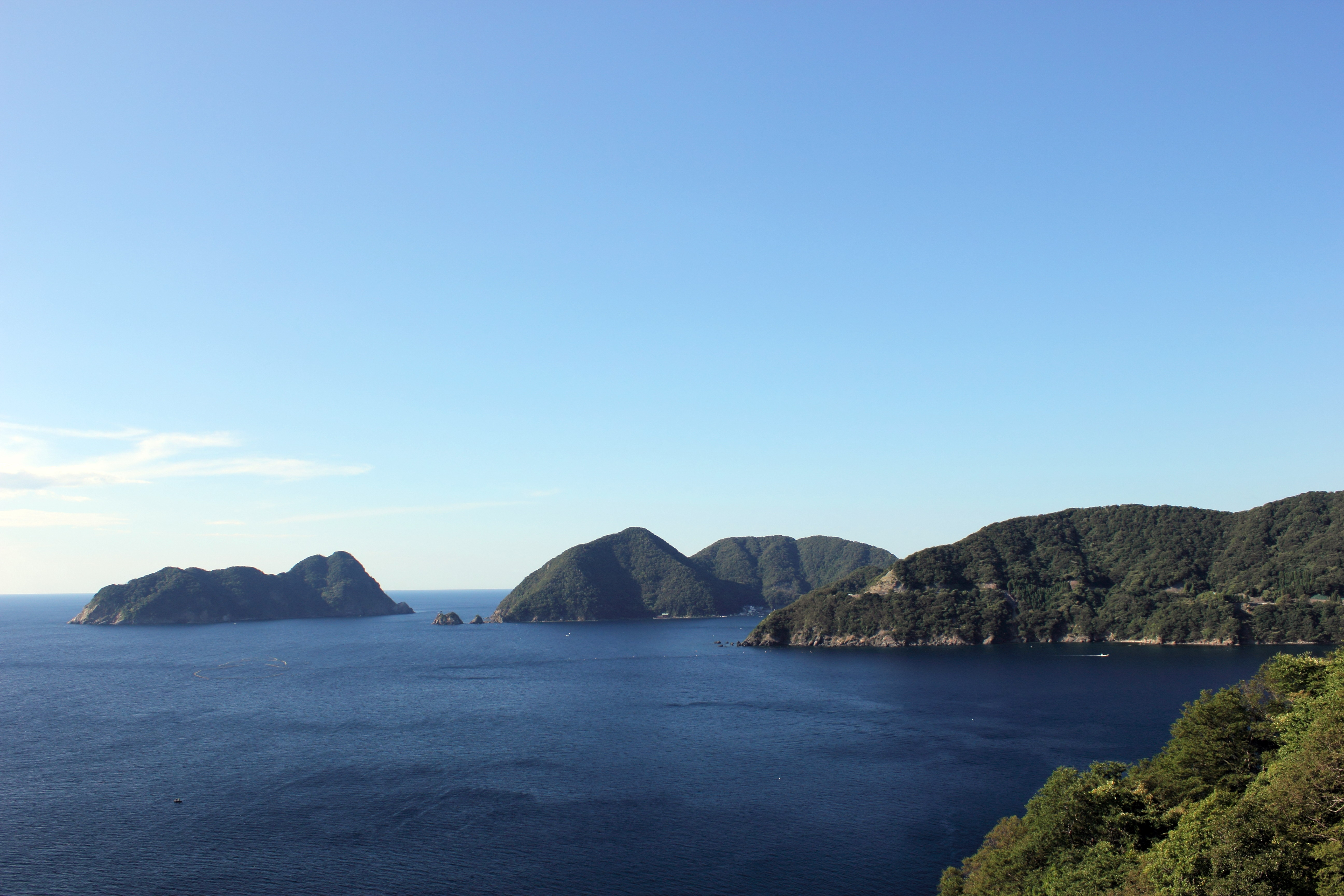
常神岬と御神島

常神岬（つねがみみさき）は、福井県南西部の三方上中郡若狭町常神に位置し、若狭湾に突出した常神半島の先端にある岬。

## 概要
標高300mほどの山地で形成され、西海岸沿いに四つの小さな漁村がある。半島北端には常神岬灯台や常神集落にある国の天然記念物である常神のソテツ、常神神社などがあり風光明媚である。

## 観光
- 常神岬灯台 - 1957年（昭和32年）に灯りを灯したが、約50年後、白熱電球からLEDの灯器に改修された[3]。
- 常神のソテツ
- 常神神社

## 交通アクセス
- バス

三方駅にて乗り換え55分。